# Miss San Pedro y Miquelón
Miss San Pedro y Miquelón es un concurso de belleza francés que selecciona una representante de la colectividad de ultramar de San Pedro y Miquelón para el concurso nacional Miss Francia. La primera ganadora fue coronada en 1984, aunque el certamen no se organizó regularmente hasta 2008. A partir de 2011, el concurso pasó a organizarse cada dos años hasta 2017.
La Miss San Pedro y Miquelón más reciente es Héloïse Urtizbéréa, quien fue coronada Miss San Pedro y Miquelón 2017 el 8 de julio de 2017. Ninguna mujer de San Pedro y Miquelón ha ganado Miss Francia.
El concurso fue cancelado en 2019 por falta de candidatas locales.

## Ganadoras
| Año  | Nombre             | Edad | Altura          | Ciudad natal      | Posición en Miss Francia | Notas |
| ---- | ------------------ | ---- | --------------- | ----------------- | ------------------------ | ----- |
| 2017 | Héloïse Urtizbéréa | 18   | 1,80 m (5′ 11″) | Miquelón-Langlade |                          |       |
| 2015 | Julie Briand       | 19   | 1,75 m (5′ 9″)  | San Pedro         |                          |       |
| 2013 | Clio Victorri      | 23   | 1,73 m (5′ 8″)  | San Pedro         |                          |       |
| 2011 | Lison Yon          | 20   | 1,73 m (5′ 8″)  | San Pedro         |                          |       |
| 2010 | Léa Harnett        | 18   | 1,73 m (5′ 8″)  | San Pedro         |                          |       |
| 2009 | Marie Serba        | 18   | 1,80 m (5′ 11″) | San Pedro         |                          |       |
| 2008 | Cathy Sabarotz     | 22   | 1,70 m (5′ 7″)  | San Pedro         |                          |       |
| 1984 | Valérie Tillard    |      |                 | San Pedro         |                          |       |